# Santa Nella
Santa Nella – jednostka osadnicza w Stanach Zjednoczonych, w stanie Kalifornia, w hrabstwie Merced.